# Eyemouth
Eyemouth (scots Heymooth, gael. Inbhir Eighe) – miasto w południowo-wschodniej Szkocji, w hrabstwie Scottish Borders (historycznie w Berwickshire), położone nad ujściem rzeki Eye Water do Morza Północnego. W 2011 roku liczyło 3546 mieszkańców.
Co najmniej od czasów króla Aleksandra II (1214–1249) funkcjonował tutaj port rybacki, ulokowany w ujściu rzeki. W XVIII wieku Eyemouth odnotowane zostało jako ośrodek działania przemytników, czemu sprzyjał fakt, że był to najbliżej położony kontynentu port w Szkocji. 14 października 1881 roku miała tu miejsce największa katastrofa w historii szkockiego rybactwa – podczas sztormu, u wejścia do portu utonęło 189 okolicznych rybaków, w tym 129 z samego Eyemouth.
W 1547 roku, podczas najazdu Henryka VIII na Szkocję (tzw. Rough Wooing), Anglicy wznieśli tutaj fort, rozebrany w 1550 roku. To samo miejsce zostało w 1557 roku ufortyfikowane przez Francuzów, za czasów regencji Marii de Guise. Fort zlikwidowany został w 1560 roku. Do dziś zachowały się jedynie nasypy ziemne.